# Rimini Calcio 1989-1990
Questa pagina raccoglie le informazioni riguardanti il Rimini Calcio nelle competizioni ufficiali della stagione 1989-1990.

## Rosa
| N. |                   | Ruolo | Calciatore           |
| -- | ----------------- | ----- | -------------------- |
|    | Italia (bandiera) | A     | Gabriele Baldassarri |
|    | Italia (bandiera) | P     | Fabio Bartolini      |
|    | Italia (bandiera) | A     | Mauro Bertarelli     |
|    | Italia (bandiera) | C     | Paolo Cangini        |
|    | Italia (bandiera) | C     | Giuseppe Centrone    |
|    | Italia (bandiera) | C     | Massimo Dominici     |
|    | Italia (bandiera) | C     | Sergio Ferretti      |
|    | Italia (bandiera) | D     | Fabio Ferri          |
|    | Italia (bandiera) | D     | Luigi Galli          |
|    | Italia (bandiera) | C     | Marco Giampietro     |
|    | Italia (bandiera) | D     | Luca Lombardi        |
|    | Italia (bandiera) | P     | Donato Luzi          |

| N. |                   | Ruolo | Calciatore         |
| -- | ----------------- | ----- | ------------------ |
|    | Italia (bandiera) | D     | Roberto Marcangeli |
|    | Italia (bandiera) | A     | Walter Mirabelli   |
|    | Italia (bandiera) | C     | Luciano Mularoni   |
|    | Italia (bandiera) | D     | Andrea Romani      |
|    | Italia (bandiera) | D     | Mauro Salvigni     |
|    | Italia (bandiera) | C     | Maurizio Sandri    |
|    | Italia (bandiera) | C     | Dario Sanguin      |
|    | Italia (bandiera) | C     | Mariano Sotgia     |
|    | Italia (bandiera) | D     | Marco Tognacci     |
|    | Italia (bandiera) | D     | Corrado Tovani     |
|    | Italia (bandiera) | A     | Ettore Turchi      |

## Risultati

### Campionato

#### Girone di andata
| 17 settembre 1989 1ª giornata | Jesi | 1 – 0 | Rimini |  |

| 24 settembre 1989 2ª giornata | Rimini | 1 – 1 | Fano |  |

| 1º ottobre 1989 3ª giornata | Rimini | 1 – 1 | Celano |  |

| 8 ottobre 1989 4ª giornata | Giulianova | 2 – 0 | Rimini |  |

| 15 ottobre 1989 5ª giornata | Rimini | 2 – 0 | Civitanovese |  |

| 22 ottobre 1989 6ª giornata | Baracca Lugo | 0 – 1 | Rimini |  |

| 29 ottobre 1989 7ª giornata | Rimini | 1 – 1 | Riccione |  |

| 5 novembre 1989 8ª giornata | Lanciano | 0 – 1 | Rimini |  |

| 12 novembre 1989 9ª giornata | Rimini | 2 – 2 | Gubbio |  |

| 19 novembre 1989 10ª giornata | Rimini | 1 – 0 | Forlì |  |

| 26 novembre 1989 11ª giornata | Chieti | 2 – 0 | Rimini |  |

| 3 dicembre 1989 12ª giornata | Rimini | 2 – 2 | Trani |  |

| 10 dicembre 1989 13ª giornata | Vis Pesaro | 0 – 0 | Rimini |  |

| 17 dicembre 1989 14ª giornata | Bisceglie | 0 – 0 | Rimini |  |

| 30 dicembre 1989 15ª giornata | Rimini | 0 – 0 | Castel di Sangro |  |

| 7 gennaio 1990 16ª giornata | Campobasso | 1 – 3 | Rimini |  |

| 14 gennaio 1990 17ª giornata | Rimini | 0 – 0 | Teramo |  |

#### Girone di ritorno
| 28 gennaio 1990 18ª giornata | Rimini | 1 – 1 | Jesi |  |

| 4 febbraio 1990 19ª giornata | Fano | 2 – 1 | Rimini |  |

| 11 febbraio 1990 20ª giornata | Celano | 1 – 0 | Rimini |  |

| 18 febbraio 1990 21ª giornata | Rimini | 2 – 0 | Giulianova |  |

| 4 marzo 1990 22ª giornata | Civitanovese | 1 – 1 | Rimini |  |

| 11 marzo 1990 23ª giornata | Rimini | 1 – 1 | Baracca Lugo |  |

| 18 marzo 1990 24ª giornata | Riccione | 1 – 1 | Rimini |  |

| 25 marzo 1990 25ª giornata | Rimini | 2 – 1 | Lanciano |  |

| 1º aprile 1990 26ª giornata | Gubbio | 3 – 0 | Rimini |  |

| 8 aprile 1990 27ª giornata | Forlì | 0 – 0 | Rimini |  |

| 14 aprile 1990 28ª giornata | Rimini | 4 – 1 | Chieti |  |

| 29 aprile 1990 29ª giornata | Trani | 2 – 1 | Rimini |  |

| 6 maggio 1990 30ª giornata | Rimini | 2 – 1 | Vis Pesaro |  |

| 13 maggio 1990 31ª giornata | Rimini | 0 – 0 | Bisceglie |  |

| 20 maggio 1990 32ª giornata | Castel di Sangro | 0 – 0 | Rimini |  |

| 27 maggio 1990 33ª giornata | Rimini | 2 – 2 | Campobasso |  |

| 3 giugno 1990 34ª giornata | Teramo | 0 – 0 | Rimini |  |